# Milan Kangrga
Milan Kangrga (Zagreb, 1. svibnja 1923. – Zagreb, 25. travnja 2008.) bio je hrvatski filozof, sveučilišni profesor etike i jedan od osnivača časopisa Praxis i Korčulanske ljetne škole.

## Životopis
Rodio se u Zagrebu, gdje je pohađao i završio osnovnu školu i gimnaziju, maturirao 1942. godine. Polazi domobransku časničku školu u Austriji 1943. – 1944., nakon čega služi kao zastavnik. Od svibnja 1945. godine je u Jugoslavenskoj armiji, a demobiliziran je koncem 1945. godine. Studira filozofsku grupu predmeta na Filozofskom fakultetu u Zagrebu. Prvi filozofski članak, pod naslovom "O etici", objavljen mu je već 1948. godine u Studentskom listu. Diplomira 1950. kao jedini diplomirani student filozofije te godine. Iste godine postaje asistent na Odsjeku za filozofiju iz predmeta etika i estetika. Redovni profesor na istom fakultetu postaje 1972., i u tom svojstvu ostaje do mirovine 1993. Godine 1953. postaje član KPJ, ali već iduće je godine isključen i više nikada nije bio član. Jedan od pokretača sveučilišnog časopisa Pogledi 1952. godine (glavni urednik bio je Rudi Supek). U njemu objavljuje svoje prve radove, npr. "Problemi ideologije" 1953. godine. Već 1954. godine, časopis je zabranjen nakon žestoke kritike iz redova partije. Godine 1957. jedan je od osnivača općeteorijskog časopisa Naše teme, u kojem objavljuju i filozofi. Doktorirao je s temom Etički problem u djelu Karla Marxa. Nakon toga, od 1962. do 1964. godine, boravi na studijskom usavršavanju u Heidelbergu, kao stipendist zaklade Alexander von Humboldt (Bad Godesberg, SR Njemačka). Godine 1964. jedan je od osnivača časopisa Praxis, koji postaje središte okupljanja i snažne profilacije grupe filozofa koji su po njemu dobili ime praxisovci. 
Održao je zapažena predavanja u Bonnu, Münchenu, Pragu, Budimpešti, Moskvi, Kijevu i drugim gradovima.
Preminuo je 25. travnja 2008. godine u 85. godini u Zagrebu.

## Djela
- Racionalistička filozofija, 1957.
- Etički problem u djelu Karla Marxa, 1980.
- Etika i sloboda, 1966.
- Smisao povijesnoga, 1970.
- Razmišljanja o etici, 1970.
- Čovjek i svijet, 1975.
- Etika ili revolucija, 1983.
- Praksa – vrijeme – svijet, 1984.
- Hegel – Marx, 1988.
- Filozofija i društveni život, 1988.
- Izvan povijesnog događanja, 1997.
- Šverceri vlastitog života, 2002.
- Nacionalizam ili demokracija, 2002.
- Etika, 2004.
- Praxis– Zeit – Welt, 2004.

Objavio je ukupno 15 knjiga, jedan udžbenik, preko 60 izvornih članaka (od toga 13 u inozemnim edicijama, na njemačkom, engleskom, talijanskom, španjolskom i slovačkom jeziku), kao i veći broj preglednih članaka i prikaza. Također su objavljena i njegova odabrana djela u četiri sveska.
S njemačkog je prevodio Kanta, Hegela, Blocha, Marcusea i Lukácsa, a s francuskog Descartesa i Leibniza.

## Vanjske poveznice
- Životopis i bibliografija -
 Klasični njemački idealizam - Predavanja
- Proleksis enciklopedija
- Prikaz knjige Etika
- Marxovo shvaćanje revolucije